# Hans Anker Jørgensen
Hans Anker Jørgensen (født 26. januar 1945 i København) er dansk præst og salmedigter.
Han har bl.a. været præst ved forskellige kirker i København og fra 1991 studenterpræst på Københavns Universitet, Amager. Han blev pensioneret 2005.
Hans Anker Jørgensen fik syn for det højreorienterede i den måde som kristendommen hyppigst har været videregivet, og har været optaget af en samfundsrelateret og antiautoritær og -elitær kristendomstolkning, også i sine mange salmer, hvoraf seks er repræsenteret i Den Danske Salmebog.

## Salmer
Hans Anker Jørgensen er i Den Danske Salmebog repræsenteret med følgende salmer:
- 68: Se, hvilket menneske
- 197: "Min Gud, min Gud, hvorfor har du forladt mig!"
- 249: Hvad er det at møde den opstandne mester
- 260: Du satte dig selv i de nederstes sted
- 369: Du, som gir os liv og gør os glade
- 658: Når jeg er træt og trist, når modet svigter